# Schinkenkloppen

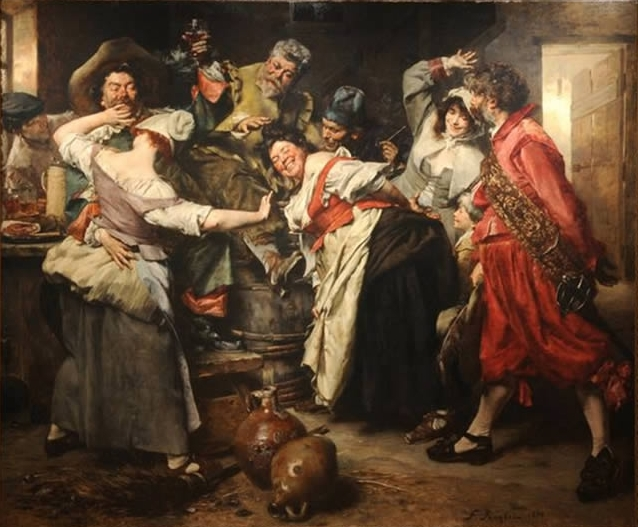
Ferdinand Roybet: La main chaude, 1865

 Schinkenkloppen (in der Seemannssprache auch Frischwachs) ist ein jahrhundertealtes Gesellschaftsspiel, das in den letzten Jahrzehnten zwar an Popularität verloren hat, an dem sich jedoch sowohl Kinder als auch Erwachsene, oft in traditionellem Umfeld, immer noch erfreuen. Es handelt sich dabei nicht um eine Körperstrafe, wie manchmal fälschlich angenommen, auch wenn es als solche gelegentlich scherzhaft angedroht werden mag, sondern ist im weitesten Sinne eine Variante von Blinde Kuh.

## Regeln
Ein Spieler verbirgt sein Gesicht im Schoß eines anderen, meist sitzenden, Mitspielers, um nichts mehr sehen zu können. Manchmal werden auch die Augen zusätzlich verbunden oder verdeckt. Dieser Spieler erhält dann von einem anderen einen Schlag auf das Gesäß (daher Schinkenkloppen) oder, bei einer anderen, etwas sittsameren Variante, auf die mit der Handfläche nach oben auf den Rücken gelegte Hand. Der Geschlagene muss nun erraten, wer den Schlag ausgeführt hat. Das wird so lange wiederholt, bis der Richtige erraten ist, der nun seinerseits niederknien und den Platz einnehmen muss.

## Historisches

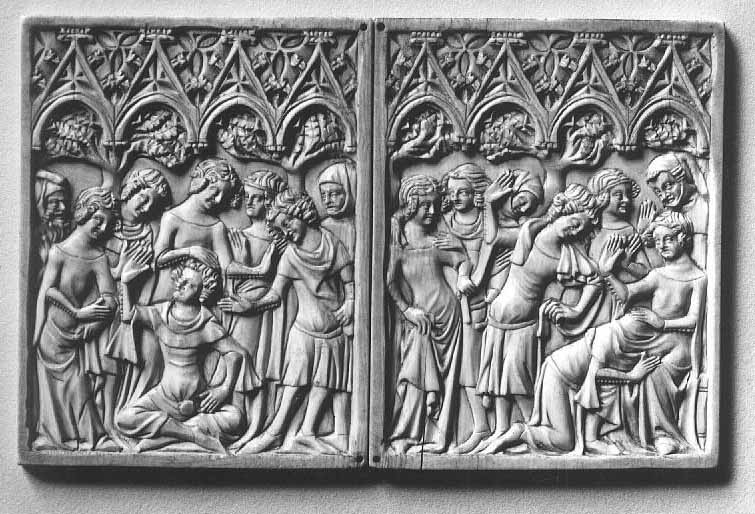
Das Spiel haute coquille auf der rechten Hälfte der Schrifttafel, Elfenbeinschnitzerei etwa Mitte 14. Jahrhundert

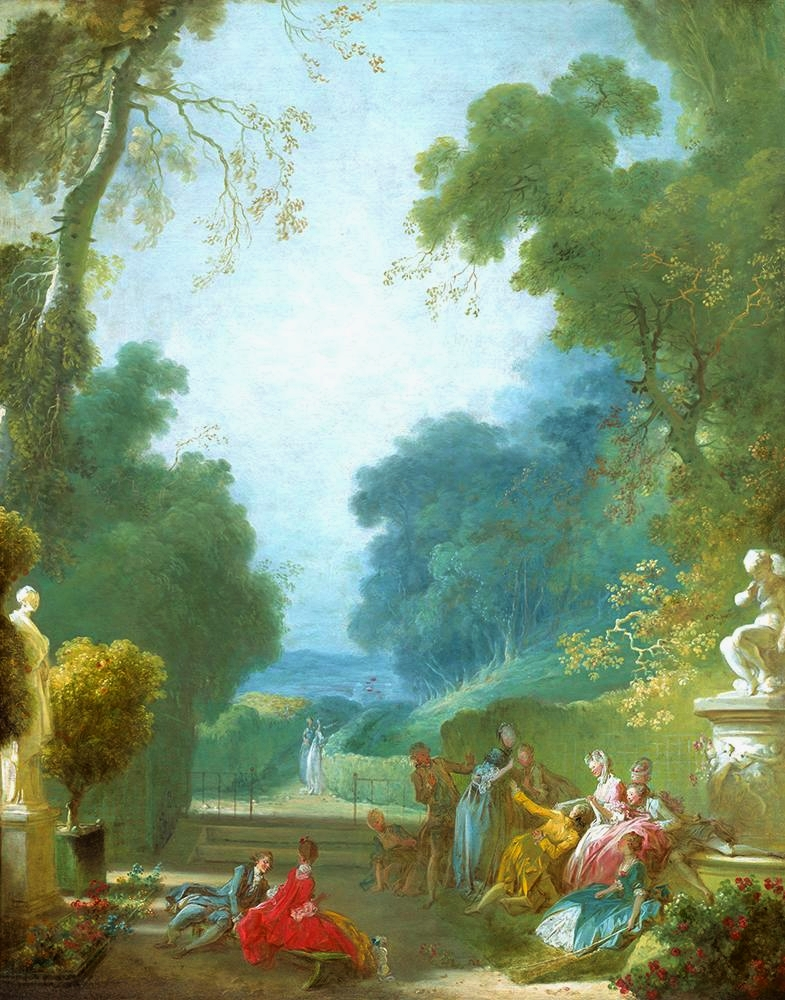
Jean-Honoré Fragonard: Le Jeu de la main chaude, späte 1770er

Das Spiel ist mindestens seit dem Mittelalter bekannt. Eine Darstellung findet sich bereits als Elfenbeinschnitzerei auf der Außenseite von Schreibtafeln aus dem 14. Jahrhundert, die heute im Louvre in Paris ausgestellt sind.
Ähnlich wie bei „Blinde Kuh“ bot sich im Rahmen eines Spiels die Möglichkeit, die Grenzen des Sittlichkeitsempfindens etwas zu erweitern. Speziell bei gemischtgeschlechtlichen Gruppen junger Erwachsener war wegen des intensiveren Körperkontakts beim Schinkenkloppen ein tendenziell erotischer Effekt sicher weder unerwünscht noch unbeabsichtigt.
In Frankreich war „Schinkenkloppen“ als „Main Chaude“ (in der Variante mit dem Schlag auf die Hand) oder „Hautes Coquilles“ (mit dem Schlag auf das Gesäß) bekannt, in England, in Anlehnung an die französische Bezeichnung, als „hot cockles“, in Holland als „Handjeklap“.
Niederländische Künstler wie Jan Miense Molenaer (1610–1668) oder Gerrit Lundens (1622–1686) griffen dieses Motiv genauso auf wie der Schwede Carl Gustaf Klingstedt (1657–1734), der Deutsche Leopold Franz Kowalski (1856–1931) oder die Franzosen Jean-Honoré Fragonard (1732–1806), Hortense Haudebourt-Lescot (1784–1845) oder Ferdinand Roybet (1840–1920). Auch Darstellungen als Tapisserie finden sich.
Wie „Blinde Kuh“ genoss auch „Schinkenkloppen“, oder eben vornehmer „La Main Chaude“, bis ins 20. Jahrhundert hinein große Popularität quer durch alle Gesellschaftsschichten. Sowohl bei Bauern als auch beim Bürgertum, genauso wie unter erwachsenen Hofdamen und Herren.
Der Graveur und Historiker Joseph Strutt beschreibt in seinem Buch Sports and Pastimes of the People of England, dass Hot Cockles im 18. Jahrhundert zur allgemeinen Unterhaltung von Erwachsenen gern zu Weihnachten gespielt wurde, wenn Freunde und Verwandte zusammenkamen.
Postkartenansichten sowie Fotos aus der Zeit der Jahrhundertwende zeigen, dass auch bei der deutschen Kaiserlichen Marine Schinkenkloppen ein beliebter Zeitvertreib war. An Bord wurde diese etwas derbere Spielart dann „Frischwachs“ genannt.
Als Zeugnis aus der Weimarer Republik ist im Stummfilm Menschen am Sonntag von 1930 etwa bei Minute 36 in einer Szene eine Gruppe junger Männer beim Spiel zu sehen.
Eine der modernsten Erwähnungen findet Schinkenkloppen in der plattdeutschen Ausgabe des Asterix-Bandes De Törn för nix (hochdeutsch Die Odyssee).